# Karl Junghanns

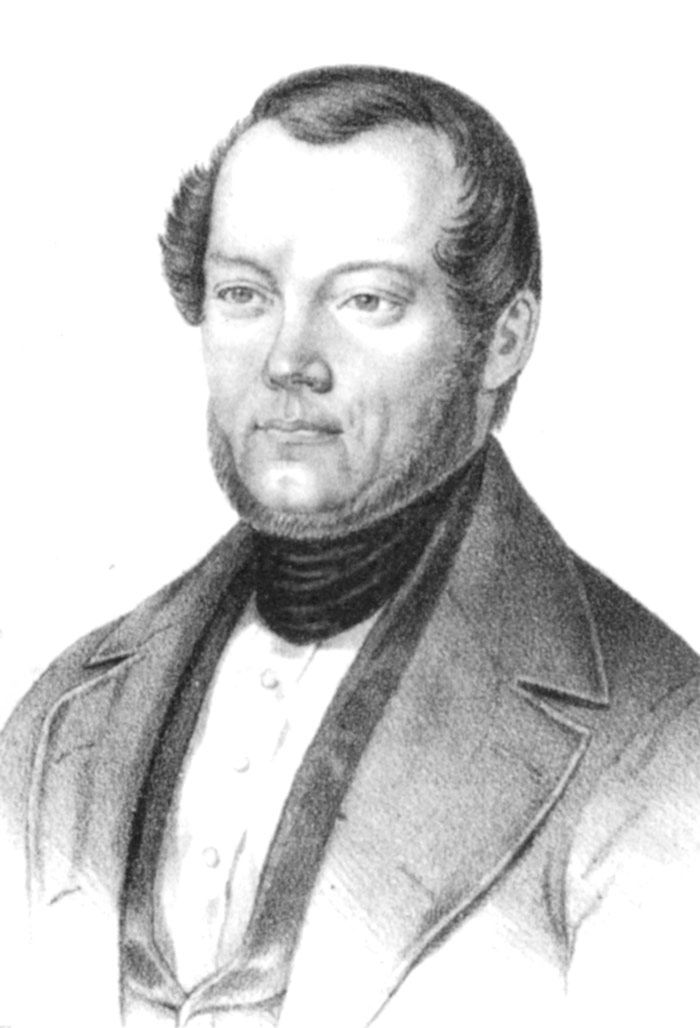
Karl Johann Baptist Junghanns

Karl Johann Baptist Junghanns (* 19. November 1797 auf Schloss Stocksberg; † 28. April 1886 in Karlsruhe; katholisch) war ein badischer Jurist und Politiker.

## Leben
Junghanns war der Sohn des Oberamtmanns Franz Georg Junghanns, der im Dienste des Deutschordens stand und später badischer Kreisrat in Wertheim wurde. Karl Junghanns besuchte Gymnasien in Heidelberg, Heilbronn und Wertheim. Danach studierte er von 1815 bis 1818 Rechtswissenschaften an den Universitäten in Heidelberg und Göttingen. 1819 machte er das juristische Staatsexamen mit Auszeichnung und trat in den badischen Staatsdienst, wo er als Praktikant im Vorbereitungsdienst für die Rechtspflege und innere Verwaltung bei verschiedenen Ämtern des Unterrheinkreises eingesetzt wurde. Im Juli 1825 erfolgte seine erste Festanstellung als Assessor beim Amt Boxberg. 1826 wurde er in gleicher Eigenschaft zum Amt Mosbach versetzt. 1831 wurde er zum Amtmann in Mosbach befördert. 1836 wechselte er als Amtmann nach Ladenburg und wurde noch im selben Jahr zum Regierungsrat bei der Regierung des Unterrheinkreises in Mannheim ernannt. 1843 konnte er als Geheimer Referendär in die Karlsruher Ministerialbürokratie eintreten und wurde dort 1854 zum Ministerialdirektor ernannt. 1860 erfolgte seine Ernennung zum Geheimen Rat zweiter Klasse. 1866 ließ er sich pensionieren.

## Politik
Von 1842 bis 1848 und erneut von 1850 bis 1861 gehörte Junghanns für den Amtswahlkreis Wiesloch und Neckargemünd der Zweiten Kammer der Badischen Ständeversammlung an. 1848/49 wurde er von seinem Bruder Damian Junghanns vertreten. Von 1855 bis 1860 war er Präsident der Ständeversammlung.  
Seit 1851 gehörte Junghanns zum Ausschuss der Versorgungsanstalt und war langjähriges Mitglied im dortigen Verwaltungsrat. Von 1870 bis 1874 war er Direktor der Versorgungsanstalt.

## Familie
Karl Junghanns war in erster Ehe ab 1827 mit Clara von Prümmer verheiratet und schloss nach deren frühem Tod 1832 eine zweite Ehe mit Lina Essich. aus beiden Ehen entstammten insgesamt fünf Kinder, darunter der spätere Landgerichtsdirektor und Landtagsabgeordnete Franz Ludwig Ulrich Junghanns. 

## Ehrungen
- 1844 Ritterkreuz des Ordens vom Zähringer Löwen
- 1846 Ritterkreuz der französischen Ehrenlegion
- 1856 Kommandeurkreuz zweiter Klasse des Ordens vom Zähringer Löwen
- 1857 Dr. h. c. der Universität Freiburg